# 東海ラジオ放送七宝送信所

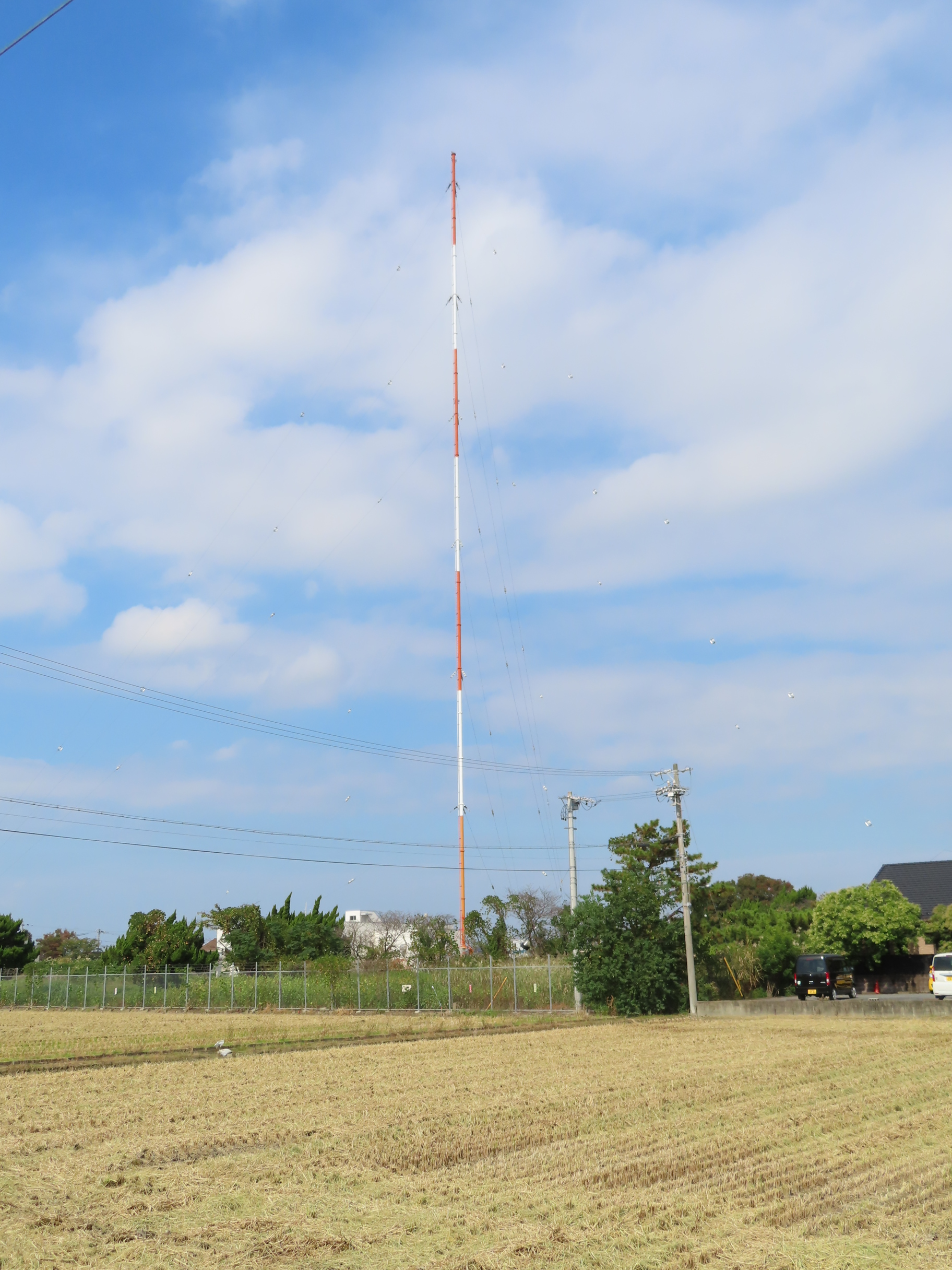
外観（2021年10月）

東海ラジオ放送七宝送信所（とうかいラジオほうそう しっぽうそうしんじょ）は、愛知県あま市にある東海ラジオ放送のAMラジオ主幹送信所である。

## 送信所概要
| 放送局名          | コールサイン | 周波数  | 出力 | 放送対象 地域 | 放送区域 内世帯数 |
| ----------------- | ------------ | ------- | ---- | ------------- | ----------------- |
| SF 東海ラジオ放送 | JOSF         | 1332kHz | 50kW | 中京広域圏    | 約-世帯           |

## 所在地
- あま市七宝町下田字四反割900番地（北緯35度10分26.2秒 東経136度47分18.6秒 / 北緯35.173944度 東経136.788500度座標: 北緯35度10分26.2秒 東経136度47分18.6秒 / 北緯35.173944度 東経136.788500度）

## 特徴
- 1992年（平成4年）4月4日 - 2012年（平成24年）5月13日にAMステレオ放送を実施[1]。
- 1966年（昭和41年）に送信所が無人化するまでは、送信所建物内で機材の修繕やオリジナルの機材開発を行っていたことから、「七宝通信工業」などの異名をもっていた[2]。
- 当初の計画では接地抵抗が低いことから名古屋市港区汐止町に設置する予定だったが、伊勢湾台風による災害で深さ2メートルの海水につかり断念。次の候補地として同市中川区富田町に設置をしようと調査をしたが、土地ブローカーが地価のつり上げに動いていたため断念（しかしこの後の伊勢湾台風により水が押し寄せていた）し、伊勢湾台風の10日後に海部郡七宝村（現在のあま市七宝町）に設置を決めた[2]。
- 2014年（平成26年）5月19日をもって、開局から使用してきた建物の老朽化により、敷地内に建設した新送信所の運用を開始した[3]。

## 放送エリア
- 基本的にはCBCラジオと同様、東海3県の愛知・岐阜・三重の全域及び静岡西部の一部地域をカバーしている。愛知県豊橋、岐阜県高山、三重県伊賀などについては中継所が設置されている。

## 歴史
- 1959年（昭和34年）2月18日 - 三重県の近畿東海放送（略称：KTB）と岐阜県のラジオ東海（略称：RTC）が共同で名古屋に新ラジオ局の免許を申請[4]。
- 1959年（昭和34年）9月26日 - 名古屋局の予備免許取得[5]（コールサイン：JOSF・周波数：1490kc（kHzと同義）・出力：10kW）。
- 1959年（昭和34年）11月20日 - 「近畿東海放送」と「ラジオ東海」が合併し、「東海ラジオ放送」となる[5]。
- 1960年（昭和35年）4月1日 - 名古屋親局（七宝送信所）からの放送開始。合併前からの主幹送信所（津局・岐阜局）を廃止。
- 1962年（昭和37年）2月 - 周波数を1330kcに変更[6]。七宝送信所の自動化計画に着手。
- 1962年（昭和37年）6月1日 - 七宝送信所の基礎的な自動化が完了。
- 1966年（昭和41年）8月15日 - 七宝送信所の本格的な自動化システム完成。本社からの遠隔制御・監視が可能になったため、送信所が無人となる。
- 1971年（昭和46年）12月1日 - 出力を50kWへ増力[7]。
- 1978年（昭和53年）11月23日 - 周波数を1332kHzに変更[8]。
- 1992年（平成4年）4月4日 - 午後1時45分からAMステレオ放送を開始。
- 2012年（平成24年）5月14日 - AMステレオ放送を午前2時25分をもって終了。